# Ici La Rochelle
 (décembre 2017).
Ici La Rochelle, anciennement France Bleu La Rochelle, est l'une des 45 stations de radio généralistes du réseau Ici de Radio France. Elle dessert les départements de la Charente-Maritime et de la Charente et peut également être reçue dans le nord du Médoc, dans une partie du Blayais et le sud de la Vendée. Elle commence à émettre en 1987 sous le nom de « Radio France La Rochelle ».

## Historique
Au cours des années 1920, tandis que la radiodiffusion commence à se développer dans les principales métropoles françaises, les départements charentais ne voient éclore aucune station de radio régionale, ni publique, ni privée. Les programmes reçus dans la région, émis en modulation d'amplitude, sont ceux de Paris (Radio Paris, entre autres), de Bordeaux (Radio Sud-Ouest d'abord, puis Radio Bordeaux) ou encore de Toulouse (Radio Toulouse, Radio Toulouse-Pyrénées).
À partir de 1946, quelques décrochages régionaux sont diffusés par le service public depuis Poitiers.
Au cours des années 1960, la radio fait de timides progrès en régions. Les radios du service public sont encore peu nombreuses, et placées sous la direction de la RTF d'abord, de l'ORTF ensuite, puis de Radio France à partir de 1975.
À ce titre, les deux départements de la Charente (faisant partie de la région Poitou-Charentes) sont desservis par les programmes diffusés par FR3 Limousin-Poitou-Charentes. Les émissions sont diffusées par les émetteurs FM locaux et par l'émetteur Ondes Moyennes de Limoges-Nieuil (792 khz).
Il faut attendre le début des années 1980 et la création des « radios libres » — conséquence de la loi sur la libéralisation des ondes mise en place sous l'impulsion du président François Mitterrand — pour que Radio France envisage de développer son réseau en régions.
En 1987, Radio France La Rochelle est la première radio publique créée en Poitou-Charentes (France Bleu Poitou n'est créée qu'en 2001). Elle se voit attribuer une autorisation d'émettre par le CSA en 1988 (décision no 88-289 du 1er juillet 1988); autorisation renouvelée tous les cinq ans.
Le 4 septembre 2000, les radios locales de Radio France sont fédérées en un réseau France Bleu qui met en œuvre un format cohérent pour l'ensemble des stations et produit des programmes qui viennent compléter l'offre locale. La station, qui entend participer activement à la vie de la région, s'associe ponctuellement à des événements locaux : festivals (Francofolies…), manifestations culturelles, spectacles… En 2004, elle est une des quatorze radios locales du groupe France Bleu à suivre le tour de France du trois-mâts « Le Marité», qui fait escale à La Rochelle le 3 décembre (13e étape).
La station se mobilise également en cas de catastrophe naturelle : lors de la tempête Martin de 1999, France Bleu La Rochelle bouleverse ses programmes après la tempête Xynthia en 2010, donnant la parole aux sinistrés et organisant l'aide aux victimes. Le 28 janvier 2011, la station organise une journée spéciale « Xynthia, un an après » afin de faire le bilan de cette catastrophe.
Le lundi 6 janvier 2025, le réseau France Bleu devient Ici, la déclinaison rochelaise devient donc Ici La Rochelle après un peu moins de 25 ans sous le nom France Bleu La Rochelle.

## Identité de la station

### Siège local
Les studios de la station sont situés à La Rochelle au 5 avenue Michel Crépeau.

### Logos

Logo France Bleu La Rochelle de décembre 2021 au 5 janvier 2025
Logo Ici La Rochelle à partir du 6 janvier 2025

## Équipes locales

### Direction
- Directeur : Gilles Bonbonny
- Responsable des programmes : Vincent Schneider

## Programmation
Les programmes régionaux de France Bleu La Rochelle sont diffusés en direct de 6 h à 12 h et de 16 h à 19 h du lundi au vendredi, et de 7 h à 12 h le week-end. Les programmes nationaux du réseau France Bleu sont diffusés le reste de la journée et la nuit.
Parmi les décrochages spécifiques à France Bleu La Rochelle figurent notamment les différentes éditions du journal local, les émissions culinaires. La station diffuse également des émissions et chroniques traitant de la vie quotidienne dans les deux départements charentais, mettant en lumière les différentes facettes de la culture régionale et les personnalités qui font vivre la région[source insuffisante].

## Diffusion
La station de radio France Bleu La Rochelle diffuse ses programmes en modulation de fréquence dans les départements français de Charente-Maritime et de Charente, et peut être entendue dans les secteurs suivants : La Rochelle, Saintes et sa région, Royan, Île d'Oléron, Île de Ré, Angoulême et Chalais.

## Audience
En 2008, une étude Médialocales plaçait France Bleu La Rochelle parmi les stations de radio les plus écoutées en Charente et Charente-Maritime. Avec une audience cumulée de 9 %, soit 72 400 auditeurs, elle se plaçait en quatrième position, derrière RTL, France Inter et NRJ. Sa part d'audience était de 7 %, derrière RTL (15,5 % de part d'audience) et France Inter (11,8 % de part d'audience). Ses auditeurs étaient en majorité dans la tranche d'âge 35-59 ans (53,8 %), suivis par 60 ans et + (35,5 %), les 25-34 ans (7,2 %) et les 13-24 ans (3,5 %).